# رنا قبانی
رنا قبانی (عربی: رنا قباني)، روزنامه‌نگار، تاریخ‌نگار فرهنگ و نظریه‌پرداز فمنیست سوری بود. قبانی در دمشق به دنیا آمد اما در نیویورک و جاکارتا پرورش یافت. وی در دانشگاه جرج‌تاون و سپس کمبریج ادبیات آموخت. وی پیش از نقل مکان به لندن، چندین سال در دانشگاه آمریکایی بیروت به تدریس مشغول بود.
قبانی مؤلف آثاری همچون نامه‌ای به جهان مسیحیت (۱۹۸۹)، داستان‌های امپراتوری: افسانه‌های اروپا از شرق (۱۹۸۶) و زنان در جامعه اسلامی (۱۹۹۲) است.